# Червоний фашизм

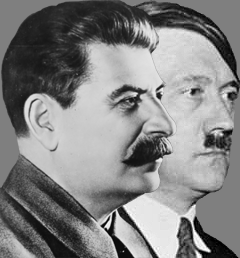
У роки «Холодної війни» виникла концепція тотожності сталінського режиму режимам в Італії та Німеччині

Червоний фашизм, також комунофашизм та червоно-коричневі — термін, який прирівнює сталінізм та інші форми марксизм-ленінізму до фашизму. Звинувачення в тому, що керівництво Радянського Союзу діяло як червоні фашисти, часто звучали та звучать від анархістів, лівих комуністів, троцькістів, демократичних соціалістів, соціал-демократів, лібералів та представників правих сил.

## Вживання терміну

### Антисталінськими лівими у середині 20 століття
Вперше[джерело?] термін «червоний фашист» був зафіксований на початку 1920-х років, після більшовистського перевороту та Маршу на Рим, наприклад, італійським анархістом Луїджі Фаббрі, який писав у 1922 році: «Червоні фашисти — це назва, яку останнім часом дають тим комуністам-більшовикам, які найбільш схильні підтримувати методи фашизму для використання проти своїх опонентів».
У наступні роки деякі соціалісти почали вірити і стверджувати, що радянський уряд перетворюється на червонофашистську державу. Бруно Ріцці, італійський марксист і засновник Комуністичної партії Італії, який став антисталіністом, стверджував у 1938 році, що «сталінізм [взяв] регресивний курс, породивши різновид червоного фашизму, ідентичний за своїми надбудовними і хореографічними рисами [з фашистською моделлю]».
Хоча Вільгельм Райх зосереджувався на критиці нацизму, він вважав, що Радянський Союз Йосипа Сталіна переріс у червоний фашизм.
Цей термін часто приписують Францe Боркенау, ключовому прихильнику теорії тоталітаризму (яка стверджує, що між фашизмом і сталінізмом існує певна суттєва схожість). Боркенау вжив цей термін у 1939 році.
Отто Рюле писав, що «боротьба проти фашизму повинна починатися з боротьби проти більшовизму», додаючи, що, на його думку, Радянський Союз мав вплив на фашистські держави, слугуючи для них зразком. У 1939 році Рюле висловив ще одну свою думку:
|   | Росія була прикладом для фашизму. [...] Подобається це партійним "комуністам" чи ні, але факт залишається фактом: державний лад і правління в Росії не відрізняються від тих, що існують в Італії та Німеччині. По суті, вони однакові. Можна говорити про червону, чорну або коричневу "радянську державу", так само як і про червоний, чорний або коричневий фашизм. |
| — | |

Курт Шумахер, який був в'язнем нацистських концентраційних таборів, але пережив Другу світову війну і став першим післявоєнним лідером опозиційної СДПН у Західній Німеччині, називав прорадянських комуністів «червонопофарбованими фашистами» та «червонолакованими нацистами».
Аналогічно, російський та український анархіст Всеволод Волін, який вважав радянську державу тоталітарною і «прикладом цілісного державного капіталізму», використовував для її опису термін «червоний фашизм».
У Сполучених Штатах Норман Томас, який неодноразово балотувався в президенти від Соціалістичної партії Америки, у 1940-х роках звинуватив Радянський Союз у переродженні в червоний фашизм, написавши: «Така логіка тоталітаризму», що «комунізм, яким би він не був спочатку, сьогодні є червоним фашизмом». У той же період цей термін використовувався нью-йоркськими інтелектуалами, які були лівими, але виступали проти Радянського Союзу в Холодній війні, що розгорталася тоді.

### В українському національно-визвольному русі
1926 року перший голова Директорії Української Народної Республіки Володимир Винниченко писав:
|   | З більшовицького червоного яйця на очах вилуплюється фашизм. Уже можна бачити всі характерні прикмети його. |
| — | |

1946 року українські письменник та член ОУН Іван Багряний написав про Голодомор, Розстріляне відродження, радянську політику русифікації та концепцію «радянського народу» в своєму памфлеті «Чому я не хочу вертатись до СРСР?»:
|   | Тим терором російський червоний фашизм (більшовизм) намагається перетворити 100 національностей в т.зв. "єдиний радянський народ", цебто фактично в російський народ. |
| — | |

А починався лист словами:
|   | Я вернусь до своєї Вітчизни з мільйонами своїх братів і сестер, що перебувають тут, в Європі, і там, по сибірських концтаборах, тоді, коли тоталітарна кривава більшовицька система буде знесена так, як і гітлерівська, коли НКВС піде вслід за гестапо, коли червоний російський фашизм щезне так, як щез фашизм німецький… |
| — | |

Також ця цитата вміщалася на титульну сторінку газети-бюлетеню «Ми ще повернемось!», який у 1946 році, в Німеччині видавала спеціальна комісія при Центральному комітеті Української революційно-демократичної партії, одним з засновників якої був письменник. Американський комітет визволення народів Росії пропонував УРДП фінансову допомогу у виданні бюлетеню, але хотів контролю за друкованими матеріалами, зокрема виключення фрази про «російський червоний фашизм».
28 березня 1973 року Український національно-визвольний фронт провів акцію у Львові. Уночі було розкидано 250 листівок проти заборони владою святкування Шевченківських днів з наступним змістом:
|   | Заборона російським самодержавством ювілею Шевченка стала найкращою формою агітації українських мас проти самодержавства /за Леніном/. Коли кати в апогеї свого чорносотенства топчуть національну святиню – у німих рабів повинні отверзтися уста. Шевченко є для українського народу національною святинею, і коли топчуть Шевченка – то топчуть нашу честь, насміхаються над народною совістю. Наш Львів завжди святкував шевченківські дні – ні один тупорилий кат – ні Австрія, ні Польща – ніколи не зважувався перешкодити всенародному вшануванню свого співця. Цього року вперше у Львові плюнули в нашу любов. Чого не зробили цісарська Австрія і панська Польща – зробив червоний фашизм соціалістичної імперії Росії. Шевченка у Львові не святкували. Не було святкових вечорів ні у львівських театрах, ні у філармонії, ні в домі актора. А ініціаторів шевченківських урочистостей попередили, залякали перестрахувальники парткомів і КДБ. Не було вечорів у жодному з львівських вузів, навіть у консерваторії ім. Лисенка, навіть в університеті ім. І. Франка – в університеті, де майже всі факультети наполягали на святкуванні, а ансамбль «Черемош» підготував святкову програму, в університеті, де починаючи з 1939 року шевченківські вечори були університетським громадянським обов’язком. Навіть Черкаському народному хорові, який виступав у шевченківські дні в нашому місті, було заборонено співати «Заповіт» та інші «неугодні» сьогоднішнім сатрапам пісні. Коли кати в апогеї свого чорносотенства топчуть національну святиню – у німих рабів повинні отверзтися уста. Народ, якщо він себе поважає, повинен вголос заявити протест, піднятися на захист своїх прав, своєї гідності і честі. Вставайте, кайдани порвіте! |
| — | |

У виготовленні листівок брали участь Зорян Попадюк, Григорій Хвостенко та його подруга Надія Степула, у розповсюдженні — Яромир Микитко, Роман Ромодань і члени «історичної ланки» УНВФ. Протягом декількох років після акції усі її учасники були репресовані радянською владою.

### Іншими критиками радянської влади
На думку видатного російського вченого та нобелівського лауреата Івана Павлова, джерелом фашизму став більшовицький переворот у Росії, до нього «фашизму не було», і опісля нього більшовики сіяли «по культурному світові не революцію, а з величезним успіхом фашизм».

### У політичному мейнстрімі часів Холодної війни
Термін «червоний фашизм» також використовувався в Америці під час і напередодні Холодної війни як антикомуністичне гасло. У редакційній статті від 18 вересня 1939 року газета The New York Times відреагувала на підписання пакту Молотова-Ріббентропа, заявивши, що «гітлеризм це коричневий комунізм, сталінізм — червоний фашизм». Далі в редакційній статті висловлюється думка:
|   | Тепер світ зрозуміє, що єдиним справжнім "ідеологічним" питанням є питання між демократією, свободою і миром, з одного боку, і деспотією, терором і війною, з іншого. Оригінальний текст (англ.) The world will now understand that the only real 'ideological' issue is one between democracy, liberty and peace on the one hand and despotism, terror and war on the other. |
| — | |

Після війни, у 1946 році, директор ФБР Едгар Гувер виступив з промовою, в якій сказав:
|   | Фашизм Гітлера, Тодзьо і Муссоліні був зустрінутий і розгромлений на полі бою. Всі, хто відстоює американський спосіб життя, повинні піднятися і перемогти червоний фашизм в Америці, зосередивши на ньому увагу громадської думки і збудувавши бар'єри загальноприйнятої порядності, через які він не зможе проникнути. Оригінальний текст (англ.) Hitler, Tojo, and Mussolini brands of Fascism were met and defeated on the battle fıeld. All those who stand for the American way of life must arise and defeat Red Fascism in America by focusing upon it the spotlight of public opinion and by building up barriers of common decency through which it cannot penetrate. |
| — | |

Промова була передрукована в грудні 1946 року в Washington News Digest, а в лютому 1947 року Гувер також опублікував статтю «Червоний фашизм у Сполучених Штатах сьогодні» в The American Magazine.
Джек Тенні, антикомуністичний політик, який очолював підкомітет Сенату Каліфорнії зі встановлення фактів антиамериканської діяльності, опублікував у 1947 році доповідь під назвою «Червоний фашизм», в якій, спираючись на популярний антифашизм воєнних років, зобразив Радянський Союз і внутрішній комунізм як подібні до нацистів. Того ж року сенатор Еверетт Дірксен і член Палати представників Хендерсон Ленхем також використовували цей термін.

### Після Холодної війни та у сучасності
«Червоно-коричневими» прихильники президента Росії Боріса Єльцина активно називали своїх опонентів у Конституційній кризі 1993 року, у зв'язку з тим що серед них були як і переконані комуністи, так і відверті неонацисти, другі пізніше брали участь у Російсько-українській війні на боці Росії.
Французький філософ і журналіст Бернар-Анрі Леві використовував цей термін, стверджуючи, що деякі європейські інтелектуали захопилися антипросвітницькими теоріями і прийняли нову абсолютистську ідеологію — антиліберальну, антиамериканську, антиімперіалістичну, антисемітську і проісламофашистську.
Китайський дисидент Юй Цзе використовував термін «китаєнацист» (англ. Chinazi) — комбінацію слів «Китай» та «нацист», порівнюючи Уряд Китайської Народної Республіки з Урядом Нацистської Німеччини. Цей термін також часто використовувався під час гонконгівських протестів проти Уряду КНР.
Рух жовтих жилетів неодноразово називали «червоно-коричневим».

### В художній літературі
- Проханов, Олександр Андрійович (1999). Червоно-коричневий[ru].

## Історичні приклади
Окрім Радянського Союзу та Китайської Народної Республіки політологи також виявляють ознаки комунофашизму в ідеологіях диктаторських режимів, які в різні періоди ХХ століття формувалися в деяких країнах Африки та Південної Америки.
У сучасному світі характерними ознаками комунофашизму наділена Корейська Народно-Демократична Республіка. Державною ідеологією в цій країні є чучхе — націонал-комуністична ідеологія.
Також цьому терміну відповідає російська Націонал-більшовицька партія, яка зробила своєю ідеологією епатажний синтез націоналістичних і лівих ідей, члени якої з початком бойових дій на Донбасі організували групу «Інтербригад», метою якої була відправка добровольців в окуповані Донецьк і Луганськ для участі в конфлікті на боці сепаратистів.